# Gmina zbiorowa Isenbüttel
Gmina zbiorowa Isenbüttel (niem. Samtgemeinde Isenbüttel) – gmina zbiorowa położona w niemieckim kraju związkowym Dolna Saksonia, w powiecie Gifhorn. Siedziba administracji gminy zbiorowej znajduje się w miejscowości Isenbüttel.

## Podział administracyjny
Do gminy zbiorowej Isenbüttel należą cztery gminy:
1. Calberlah
2. Isenbüttel
3. Ribbesbüttel
4. Wasbüttel